# Michel Houdbert
Michel Houdbert est un homme politique français né le 30 juin 1768 à La Flèche (Sarthe) et décédé le 9 mai 1842 au Mans (Sarthe).
Notaire à La Flèche, il est élu député de la Sarthe au Conseil des Cinq-Cents le 24 germinal an VI.

## Sources
- « Michel Houdbert », dans Adolphe Robert et Gaston Cougny, Dictionnaire des parlementaires français, Edgar Bourloton, 1889-1891 [détail de l’édition]